# André Rischmann
André Félix Rischmann (Parigi, 26 gennaio 1882 – Parigi, 9 novembre 1955) è stato un rugbista a 15 francese.

## Biografia
Partecipò alle Olimpiadi di Parigi del 1900 conquistando una medaglia d'oro nel rugby a 15 con la Union des Sociétés Français de Sports Athletiques, squadra rappresentante la Francia.
Nella sua carriera rugbista giocò per il Cosmopolitan Club.

## Palmarès
- Oro olimpico: 1

1900